# Prylukiwka
Das Dorf Prylukiwka (ukrainisch Прилуківка) im Rajon Melitopol des Oblast Saporischschja geht auf das Dorf Münsterberg der Kolonie Molotschna zurück.

## Münsterberg
Der Ort wurde 1804 von 21 Mennonitenfamilien aus Preußen am Ostufer des Flusses Molotschna angelegt. Die Dorfstraße folgte den Flussbiegungen und war nach dem Heimatort in Westpreußen benannt. Die Regierung stellte Verpflegungen, Bauholz und zinslose Darlehen zur Verfügung. Die ersten Jahre waren schwer, aber dann entwickelte sich Münsterberg zu einer wohlhabenden und ansehnlichen Siedlung. Zwei artesische Brunnen versorgten den Ort, eine dritte Quelle nährte einen Teich am Rande der Dorfweide. In der Mitte des Ortes stand die Schule, daneben befand sich eine Feuerstation. Im Jahr 1908 waren hier u. a. drei motorisierte Getreidemühlen, drei Wagenbaubetriebe, ein Holzwarenhandel und ein Metallwarenhandel ansässig. Nach dem Bürgerkrieg wurde das Land verstaatlicht und das Dorf Teil der Kolchose Komintern.